# Платово (Омская область)
Платово — село в Полтавском районе Омской области России. Входит в состав Красногорского сельского поселения.

## История
Основано в 1906 году. В 1928 году состояло из 123 хозяйств, основное население — украинцы. Центр Платовского сельсовета Полтавского района Омского округа Сибирского края.

## Население
| 1926 | 2010 |
| ---- | ---- |
| 657  | ↘223 |